# Paul Schwartz
Paul Schwartz (n. 1 aprilie 1940, București, România) este un lider comunitar al comunităților evreiești din România, de profesie inginer mecanic. Acesta este președintele comunității evreiești din București, dar și fost vicepreședinte al Federației Comunităților Evreiești din România.
Inainte de inceperea activitatii comunitare, Paul Schwartz a fost inginer mecanic și dezvoltator a numeroase brevete comerciale pentru fosta fabrică 23 August din București (rebotată „FAUR” după Revoluția Română din 1989).
Pentru realizările sale în contribuția la dezvoltarea României din punct de vedere tehnic și economic, în 2009, Paul Schwartz a fost decorat de Președintele de atunci al României, Traian Băsescu, devenind Cavaler al Ordinului Meritul Industrial și Comercial.
Pe data de 27 ianuarie 2019, Ing. Paul Schwartz a fost decorat si de Presedintele Klaus Iohannis cu Ordinul Național „Serviciul Credincios” în grad de Cavaler.

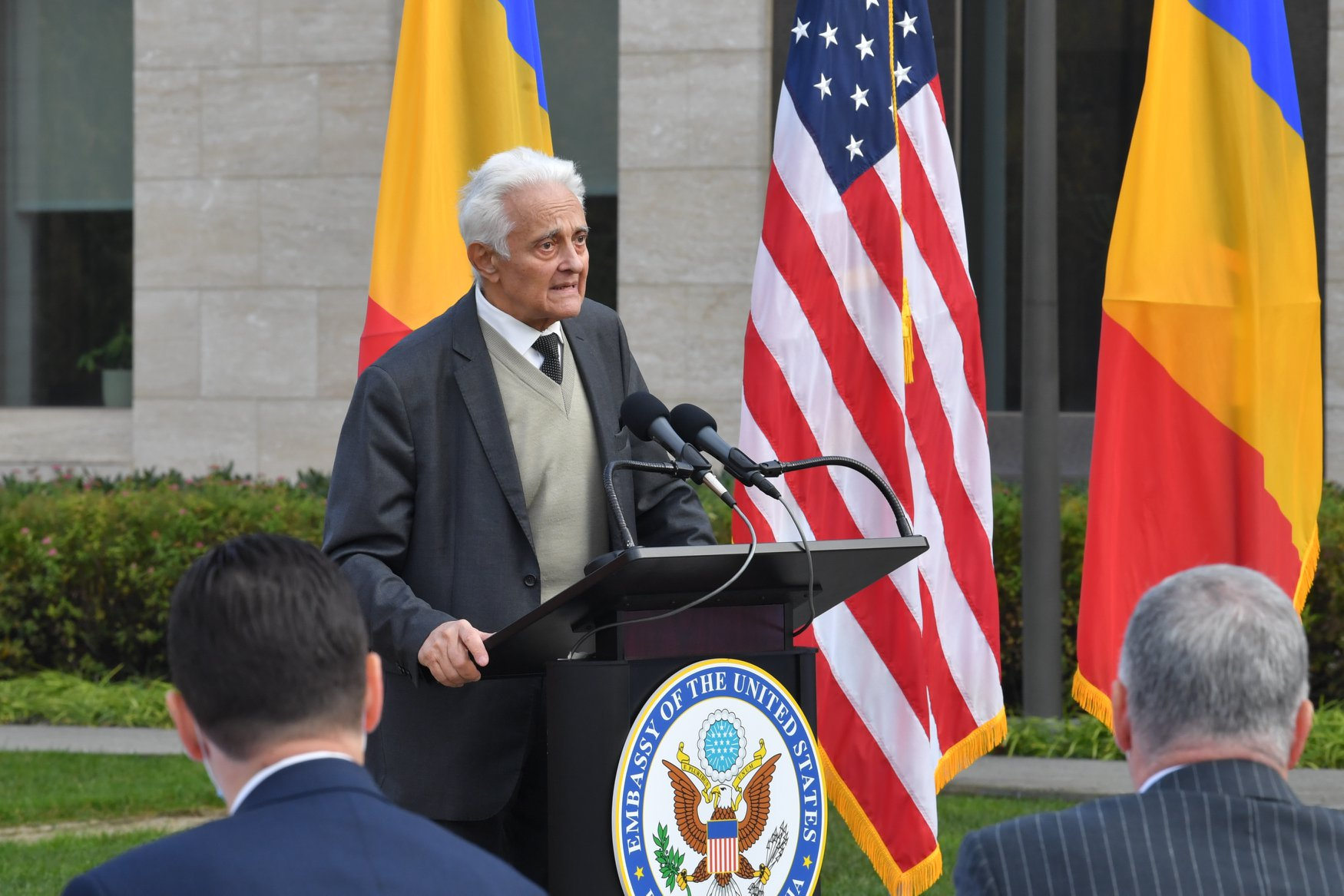
Paul Schwartz - președintele Comunității Evreilor din București (2025)

Domnul Schwartz este căsătorit din 1980 și are un fiu.